# Liste von Synagogen in Rumänien
Die Liste von Synagogen in Rumänien enthält ehemalige und bestehende Synagogen in Rumänien, die zumindest als Gebäude noch vorhanden sind. Bei dem Erbauungsjahr ist das Jahr der Fertigstellung angegeben; bei den kursiv dargestellten Jahreszahlen handelt es sich um ungefähre Werte.
Navigation: A B F G H I M O P R S T
| Stadt                                  | Name                         | Erbaut | Bemerkung                                                                   | Bild |
| -------------------------------------- | ---------------------------- | ------ | --------------------------------------------------------------------------- | ---- |
| Alba Iulia Karlsburg                   | Synagoge                     | 1840   |                                                                             |      |
| Arad                                   | Neologe Synagoge             | 1834   | Noch heute als Synagoge genutzt                                             |      |
| Bacău Bakau                            | Synagoge der Getreidehändler | 1887   |                                                                             |      |
| Baia Mare Frauenbach                   | Synagoge                     | 1886   |                                                                             |      |
| Botoșani Botoschan                     | Große Synagoge               | 1834   |                                                                             |      |
| Brașov Kronstadt                       | Neologe Synagoge             | 1901   |                                                                             |      |
| Brașov Kronstadt                       | Orthodoxe Synagoge           | 1926   |                                                                             |      |
| București Bukarest                     | Choral-Tempel                | 1867   | Einzige Choral-Synagoge in Rumänien                                         |      |
| Fălticeni                              | Große Synagoge               | 1868   |                                                                             |      |
| Gura Humorului Gura Homora             | Große Synagoge               | 1860   |                                                                             |      |
| Hârlău                                 | Große Synagoge               | 1826   |                                                                             |      |
| Iași Jassy                             | Große Synagoge               | 1671   | Älteste erhaltene Synagoge Rumäniens                                        |      |
| Mediaș Medwisch                        | Synagoge                     | 1896   |                                                                             |      |
| Oradea Großwardein                     | Neologe Synagoge             | 1878   |                                                                             |      |
| Piatra Neamț Kreuzburg an der Bistritz | Baal-Schem-Tov-Synagoge      | 1766   | Einzige erhaltene Holzsynagoge Rumäniens; auch Bescht-Synagoge              |      |
| Piatra Neamț Kreuzburg an der Bistritz | Neue Synagoge                | 1839   | Auch Leipziger Tempel genannt                                               |      |
| Rădăuți Radautz                        | Große Synagoge               | 1883   |                                                                             |      |
| Roman Romesmarkt                       | Leipzinger Synagoge          | 1850   |                                                                             |      |
| Sibiu Hermannstadt                     | Synagoge                     | 1899   |                                                                             |      |
| Sighișoara Schäßburg                   | Synagoge                     | 1903   | Baujahr 1903 oder 1911                                                      |      |
| Siret Sereth                           | Große Synagoge               | 1840   | Nicht mehr als Synagoge genutzt                                             |      |
| Târgu Mureș Neumarkt am Mieresch       | Status-quo-ante-Synagoge     | 1900   | Wird als Synagoge genutzt, Besuche des Gebäudes sind nach Anmeldung möglich |      |
| Timișoara Temesvar                     | Synagoge in der Fabrikstadt  | 1899   |                                                                             |      |
| Timișoara Temesvar                     | Synagoge in der Innenstadt   | 1865   |                                                                             |      |
| Timișoara Temesvar                     | Synagoge in der Josefstadt   | 1895   | Einzige noch aktive Synagoge in Timișoara                                   |      |